# Hexatoma piatrix
Hexatoma piatrix là một loài ruồi trong họ Limoniidae. Chúng phân bố ở vùng Tân nhiệt đới.